# Ligidium anatolicum
Ligidium anatolicum är en kräftdjursart som beskrevs av Zdenek Frankenberger 1950. Ligidium anatolicum ingår i släktet Ligidium och familjen gisselgråsuggor. Inga underarter finns listade i Catalogue of Life.